# Bioma
     Calotta polare
     Tundra
     Taiga
     Foresta decidua
     Steppa e prateria
     Foresta pluviale temperata
     Foresta pluviale equatoriale
     Foresta e macchia mediterranea
     Giungla
     Deserto sabbioso
     Deserto roccioso
     Deserto semiarido
     Steppa arida
     Savana erbosa
     Savana alberata
     Foresta subtropicale arida
     Tundra alpina
     Vegetazione alpina

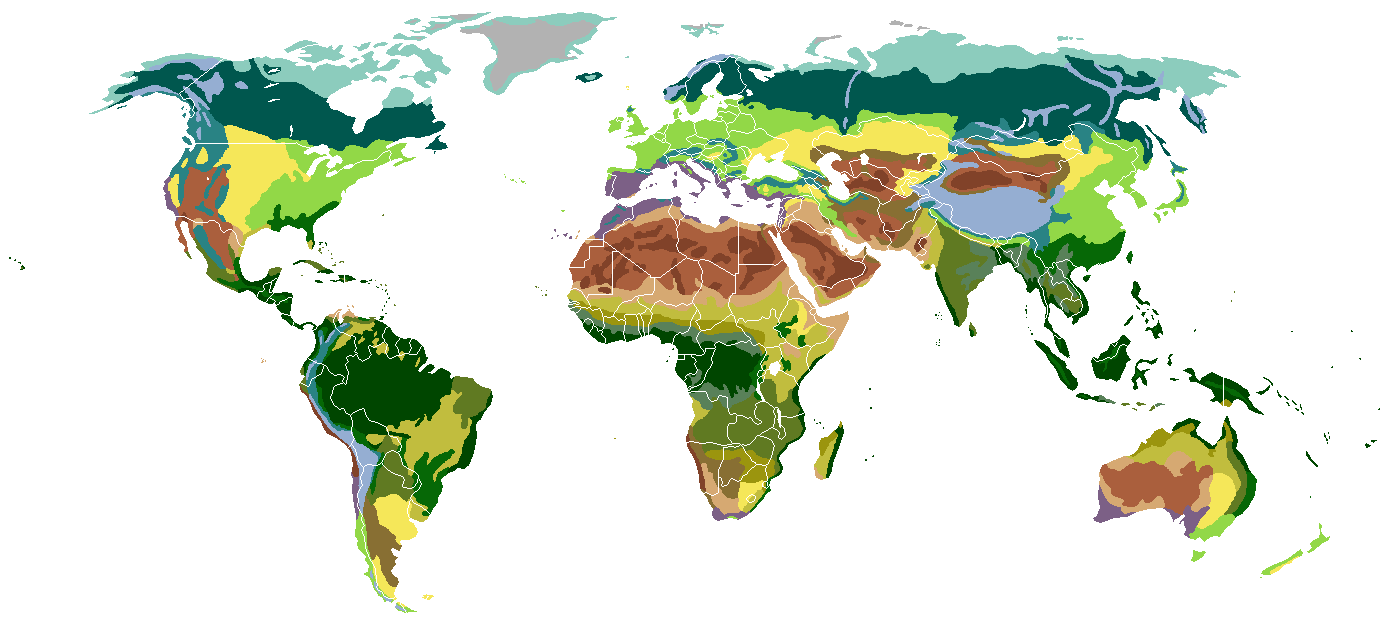
Uno dei tanti sistemi di classificazione dei biomi terrestri
Calotta polare
Tundra
Taiga
Foresta decidua
Steppa e prateria
Foresta pluviale temperata
Foresta pluviale equatoriale
Foresta e macchia mediterranea
Giungla
Deserto sabbioso
Deserto roccioso
Deserto semiarido
Steppa arida
Savana erbosa
Savana alberata
Foresta subtropicale arida
Tundra alpina
Vegetazione alpina

Un bioma è un'ampia porzione di biosfera, individuata e classificata in base al tipo di vegetazione dominante, se terrestre, o alla fauna prevalente, se acquatica. Poiché tutti gli esseri viventi vivono influenzandosi reciprocamente, un bioma è costituito da popolazioni e comunità di esseri viventi, sia pluricellulari sia unicellulari, che interagiscono fra loro in un determinato territorio che si estende su vaste aree della superficie terrestre.
La presenza di un particolare bioma in una zona geografica è in funzione del tipo di clima in essa presente. I fattori climatici che maggiormente determinano la presenza di un bioma o di un altro sono la temperatura e la piovosità. Per ciò che riguarda la temperatura, in particolare, esiste un gradiente lineare di variazione della temperatura in funzione della latitudine, pari a circa 0,6 °C per ogni grado di latitudine dell’emisfero nord.
L'approssimazione allo studio di un bioma terrestre consiste nell'osservazione della struttura delle piante (alberi, arbusti ed erbe), dei tipi di foglie (latifoglie e aghifoglie) e della distanza tra le piante (foresta, bosco misto, savana) e nell'analisi del clima. I biomi terrestri sono spesso identificati tramite il concetto di vegetazione climax, quindi con comunità vegetali che hanno raggiunto un elevato grado di adattamento all'ambiente naturale che li ospita.
A differenza delle ecozone, i biomi non sono definiti in base a somiglianze genetiche, tassonomiche o storiche tra gli organismi che vi vivono. In termini di ecologia del paesaggio, i biomi corrispondono, con i dovuti aggiustamenti, ai paesaggi continentali, cioè a quei paesaggi che caratterizzano vaste zone nei vari continenti.
I biomi sono distinti in marini, d'acqua dolce e terrestri ed ogni bioma comprende varie ecoregioni.

## Biomi d'acqua dolce e biomi marini

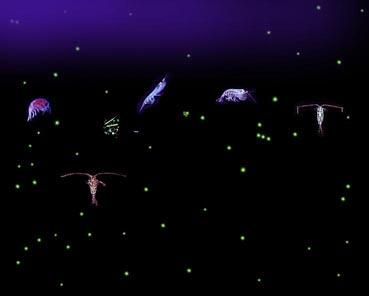
Plancton, a forte ingrandimento, in un fotomontaggio. Fitoplancton (formato principalmente da alghe microscopiche), bacterioplancton (formato da batteri), e zooplancton (formato da microscopici organismi eterotrofi).

I biomi dell'idrosfera sono quelli maggiormente estesi e vengono distinti in due tipologie, a seconda che si tratti di acque interne, solitamente dolci, o di acque aperte, salate.
- Biomi di acqua dolceː stagni, laghi e fiumi.
- Biomi mariniː oceani e mari, dove possono distinguersi:
  - ambienti polari (compresa la banchisa),
  - scarpata continentale e mari interni,
  - zone di risalita d'acqua profonda,
  - barriere coralline,
  - zone salmastre,
  - foreste di laminarie.

Le comunità animali che caratterizzano questi ambienti vengono suddivise in base agli stili di vita:
- Benthos o del fondo, litoraneo o profondo. I banchi di corallo rientrano in questo gruppo.
- Necton, insieme di organismi che nuotano. Tutti i pesci, o le tartarughe marine, e così via.
- Plancton, insieme di organismi microscopici che si lasciano trasportare dalle onde e dalle correnti.

## Biomi terrestri
L'identificazione di un bioma terrestre si basa sulle specie vegetali proprie e su caratteristiche climatiche, geografiche, di latitudine e di altitudine dell'ambiente. Nel corso degli anni vari autori hanno proposto vari schemi di classificazione dei biomi. Si riportano di seguito gli schemi principali.

## Classificazioni biomi marini e terrestri

### Secondo Leslie Holdridge

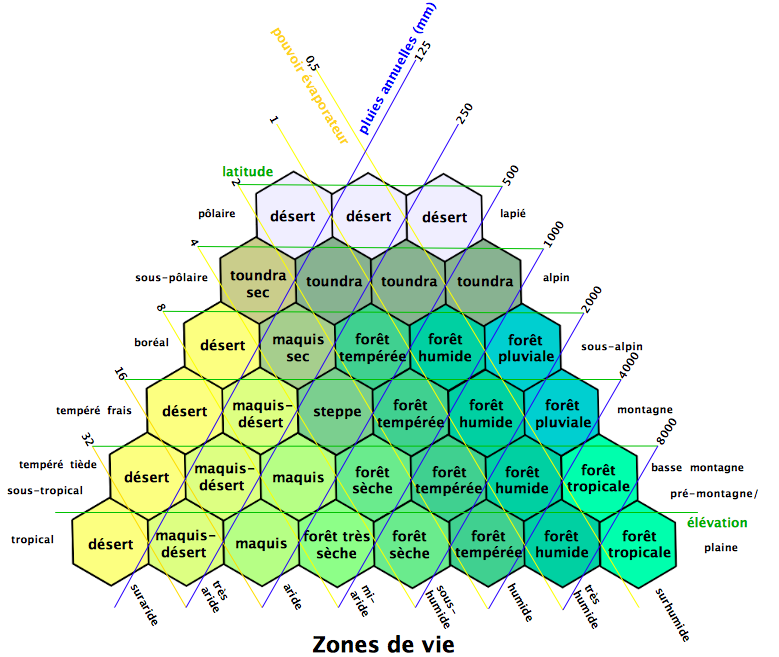
Le zone di vita di Holdridge

Nel 1947, il botanico e climatologo statunitense Leslie Holdridge pubblicò uno studio in cui identifica le "zone vitali", corrispondenti a biomi, in base a soli tre indicatori: temperatura media annuale (sono eliminati valori di dati inferiori a 0 °C o superiori a 30 °C), la precipitazione annuale totale e il rapporto tra evapotraspirazione potenziale media annua e precipitazioni totali annue. Con questo sistema inquadrò le "zone di vita" riportate nell'immagine a fianco e nell'elenco sottostante.
- deserto
- tundra
- tundra arida
- macchia mediterranea
- macchia arida
- macchia-deserto
- foresta temperata
- foresta umida
- foresta pluviale
- steppa
- foresta arida
- foresta molto arida

### Secondo Warder Clyde Allee
Nel 1949, lo zoologo ed ecologo statunitense Warder Clyde Allee propose questo schema:
- tundra
- taiga
- foresta temperata
- prateria
- deserto
- vegetazione di alta montagna
- foresta tropicale
- macchia mediterranea
- biomi terrestri minori

### Secondo Samuel Charles Kendeigh
Nel 1961, l'ecologo statunitense Samuel Charles Kendeigh propose uno schema in cui inserì altri biomi non considerati da tutti suoi predecessori (savana, macchia mediterranea e bosco) e prese in considerazione anche l'ambiente marino:
- Biomi terrestri
  - foresta decidua temperata
  - taiga
  - bosco
  - macchia mediterranea
  - tundra
  - prateria
  - deserto
  - savana
  - foresta pluviale
- Biomi marini
  - plancton e nekton
  - balanoidi - gastropodi - tallofite
  - pelecipodi - annelidi
  - barriera corallina

### Secondo Robert Whittaker

Schema di classificazione dei biomi terrestri di Whittaker

Nel 1962, il biologo statunitense Robert Whittaker propose uno schema molto elaborato, poi rivisto nel 1970 e nel 1975. Esso è basato sul rapporto tra la temperatura media annua e sulle precipitazioni medie annue e, rispetto allo schema precedente, prende in considerazione il deserto freddo e distingue tra foresta pluviale tropicale e foresta pluviale temperata; inoltre riunisce in un'unica categoria il bosco e la macchia. Lo schema di Whittaker è rappresentato nell'immagine a fianco e comprende i seguenti biomi:
- foresta pluviale tropicale
- foresta pluviale temperata
- foresta decidua temperata (denominata "foresta stagionale temperata")
- savana e foresta stagionale tropicale
- macchia e bosco
- prateria temperata e deserto freddo
- deserto subtropicale
- taiga (denominata "foresta boreale")
- tundra

### Secondo Heinrich Walter
Nel 1976 il botanico ed ecologo russo-tedesco Heinrich Walter elaborò uno schema in cui mette in correlazione nove tipi di clima con altrettanti biomi; rivide poi lo schema nel 2002:
1. clima equatoriale, sempre umido e senza variazioni di temperatura: foresta pluviale;
2. clima tropicale, con estate calda e piovosa ed inverno meno caldo e secco: foresta monsonica, savana e foresta stagionale tropicale;
3. clima desertico (denominato "subtropicale arido"): deserto;
4. clima mediterraneo: vegetazione mediterranea (denominata "vegetazione di sclerofille");
5. clima temperato caldo: foresta pluviale temperata (denominata "foresta sempreverde temperata");
6. clima continentale: prateria e deserto freddo;
7. clima subartico: taiga;
8. clima nivale: tundra (denominata "Vegetazione bassa, sempreverde, senza alberi, che cresce su terreni permanentemente congelati")

### Secondo la lista "Global 200"
1.Foreste pluviali di latifoglie tropicali e subtropicali
     2.Foreste aride di latifoglie tropicali e subtropicali
     4.Foreste di latifoglie e foreste miste temperate
     6.Taiga
     7.Praterie, savane e macchie tropicali e subtropicali
     8.Praterie, savane e macchie temperate
     11.Tundra
     12.Foreste, boschi e macchia mediterranea
     13.Deserti e macchia xerofila
     Calotta polare
     9.Praterie e savane inondabili
     14.Mangrovie
     3.Foreste di conifere tropicali e subtropicali
     5.Foreste di conifere temperate
     10.Praterie e boscaglie montane

I biomi terrestri secondo la lista "Global 2000"
1.Foreste pluviali di latifoglie tropicali e subtropicali
2.Foreste aride di latifoglie tropicali e subtropicali
4.Foreste di latifoglie e foreste miste temperate
6.Taiga
7.Praterie, savane e macchie tropicali e subtropicali
8.Praterie, savane e macchie temperate
11.Tundra
12.Foreste, boschi e macchia mediterranea
13.Deserti e macchia xerofila
Calotta polare
Biomi di limitata estensione
9.Praterie e savane inondabili
14.Mangrovie
Biomi d'altitudine:
3.Foreste di conifere tropicali e subtropicali
5.Foreste di conifere temperate
10.Praterie e boscaglie montane

Nel 1998 il WWF propose uno schema di classificazione dei biomi terrestri, all'interno della lista Global 200, che comprende biomi terrestri, biomi d'acqua dolce e biomi marini. Nel 2002 la classificazione è stata rivista.

#### Biomi terrestri
La maggior parte dei biomi identificati corrisponde a quelli degli schemi precedenti, pur variandone la denominazione. Peculiarità di questo schema sono la riunione in un'unica categoria tutte le foreste pluviali (equatoriale, tropicale e temperata) e l'identificazione di tre biomi tipici di zone ad elevata altitudine: le "foreste di conifere tropicali e subtropicali", le "foreste di conifere temperate" e le "praterie e boscaglie montane".
Infine, tipica di questo schema, è l'introduzione di due biomi di limitata estensione territoriale, ma importanti per la biodiversità: quelli delle "mangrovie" e delle "praterie e savane inondabili". Ne risulta uno schema di 14 biomi, illustrati nell'immagine a fianco ed elencati di seguito:
- 01. Foreste pluviali di latifoglie tropicali e subtropicali (riunisce tutte le foreste pluviali degli schemi precedenti: foresta pluviale equatoriale, foresta pluviale tropicale e foresta pluviale temperata);
- 02. Foreste aride di latifoglie tropicali, subtropicali e monsoniche (corrisponde alla foresta monsonica e alla giungla);
- 03. Foreste di conifere tropicali e subtropicali (bioma d'altitudine che non ha corrispondenza negli schemi precedenti);
- 04. Foreste di latifoglie e foreste miste temperate (corrisponde alla foresta decidua temperata degli schemi precedenti);
- 05. Foreste di conifere temperate (bioma d'altitudine che non ha corrispondenza negli schemi precedenti);
- 06. Taiga;
- 07. Praterie, savane e macchie tropicali e subtropicali (corrisponde alla savana degli schemi precedenti);
- 08. Praterie, savane e macchie temperate (corrisponde alla steppa e alla prateria degli schemi precedenti);
- 09. Praterie e savane inondabili (bioma di limitata estensione territoriale che non ha corrispondenza negli schemi precedenti);
- 10. Praterie e boscaglie montane (bioma d'altitudine che ingloba la vegetazione d'alta montagna, la tundra alpina e le zone montane coperte da bassi arbusti; non ha corrispondenza negli schemi precedenti);
- 11. Tundra;
- 12. Foreste, boschi e macchia mediterranea (corrisponde alla foresta di sclerofille, alla macchia mediterranea e agli altri tipi di vegetazione mediterranea degli schemi precedenti);
- 13. Deserti e macchia xerofila (riunisce i deserti caldi e quelli freddi degli schemi precedenti);
- 14. Mangrovie (bioma di limitata estensione territoriale che non ha corrispondenza negli schemi precedenti).

#### Biomi marini
Per quanto riguarda i biomi marini, la lista "Global 200" propone il seguente schema:
- 01: Zone polari;
- 02: Piattaforme continentali e mari temperati;
- 03: Zone di risalita dei mari temperati;
- 04: Zone di risalita dei mari tropicali;
- 05: Barriere coralline.

Questa mappatura, come si vede, copre solo le aree costiere e della piattaforma continentale; gli ecosistemi di acque profonde, ossia le zone pelagiche, le zone abissali, e le fosse oceaniche non sono ancora state delineate.

#### Biomi d'acqua dolce
Lo schema "Global 200" prende in considerazione anche i biomi d'acqua dolce, proponendo il relativo elenco, che comprende dodici o sette biomi, a seconda delle fonti:
Elenco a dodici biomi
- Grandi laghi.
- Grandi delta.
- Bacini montani - questo bioma comprende i piccoli corsi d'acqua, i fiumi, i laghi e le zone umide di quote elevate, indipendentemente dalla latitudine.
- Bacini di isole oceaniche.
- Fiumi delle coste temperate - questo bioma comprende i bacini dei fiumi delle zone temperate, ad eccezione di quelli che scorrono in grandi aree alluvionali e dell'alto corso dei fiumi di una certa lunghezza; inoltre include anche le lagune, i laghi costieri e le altre zone umide costiere delle zone temperate.
- Fiumi delle coste tropicali e subtropicali - questo bioma comprende i bacini dei fiumi delle zone tropicali e subtropicali, ad eccezione di quelli che scorrono in grandi aree alluvionali e dell'alto corso dei fiumi di una certa lunghezza; inoltre include anche le lagune, i laghi costieri e le altre zone umide costiere delle zone tropicali e subtropicali.
- Alto corso dei fiumi temperati.
- Alto corso dei fiumi tropicali e subtropicali.
- Fiumi di aree alluvionali e zone umide temperate.
- Fiumi di aree alluvionali e zone umide tropicali e subtropicali.
- Bacini xerici ed endoreici - questo bioma comprende i sistemi acquatici endoreici e i fiumi che scorrono in ambienti aridi o semi-aridi.
- Fiumi artici - questo bioma comprende i bacini fluviali che sfociano nel Mar Glaciale Artico e nei mari adiacenti.

Elenco a sette biomi
- Grandi fiumi.
- Alto corso dei grandi bacini fluviali.
- Delta dei grandi fiumi.
- Fiumi minori.
- Grandi laghi.
- Laghi minori.
- Bacini xerici.

## Semplificazioni didattiche
Esistono numerose semplificazioni didattiche, usate nelle scuole e nelle università. A titolo di esempio si fornisce la seguente, che mette in correlazione climi e biomi delle aree terrestri
| clima                             | sigla del clima (autore)                       | bioma                                     |
| --------------------------------- | ---------------------------------------------- | ----------------------------------------- |
| clima equatoriale                 | Af (Köppen) Ar (Köppen-Trewartha)              | foresta pluviale                          |
| clima della savana                | Aw (Köppen) Aw (Köppen-Trewartha)              | savana                                    |
| clima monsonico                   | Am (Köppen) Am (Köppen-Trewartha)              | giungla                                   |
| clima steppico                    | BS (Köppen) BS (Köppen-Trewartha)              | steppa prateria                           |
| clima desertico                   | BW (Köppen) BW (Köppen-Trewartha)              | deserto caldo deserto freddo              |
| clima mediterraneo                | Cs (Köppen) Cs (Köppen-Trewartha)              | foresta mediterranea macchia mediterranea |
| clima sinico                      | Cfa (Köppen) Cf (Köppen-Trewartha)             | foresta pluviale temperata                |
| clima temperato fresco            | Do (Köppen-Trewartha)                          | foresta decidua temperata                 |
| clima freddo ad estate calda      | Dfa-Dfb-Dwa-Dwb (Köppen) Dc (Köppen-Trewartha) | foresta decidua temperata                 |
| clima freddo a inverno prolungato | Dfc-Dfd-Dwc-Dwb (Köppen) E (Köppen-Trewartha)  | taiga                                     |
| clima della tundra                | ET (Köppen) Ft (Köppen-Trewartha)              | tundra                                    |
| clima polare                      | EF (Köppen) Fi (Köppen-Trewartha)              | calotta polare                            |

## Antromi
Il geografo Erle Ellis considerata la globale manipolazione dell'uomo sui biomi naturali, propone la nuova definizione di antromi ovvero biomi antropogenici.